# Inga Jankauskaitė
Inga Jankauskaitė (née le 10 janvier 1981 à Kaunas) est une actrice, chanteuse et animatrice de télévision lituanienne.

## Biographie
De 1987 à 1997, elle étudie le piano à l'école de musique Juozas-Naujalis. De 1996 à 1997, elle est auteure et animatrice de l'émission pour enfants Ingumynai de la station de radio Kaunos fonas. De 1997 à 1999, elle étudie à l'école secondaire Vincas Kudirkas à Kaunas. De 1999 à 2002 et de 2004 à 2005, elle étudie le théâtre à l'Académie de musique et de théâtre de Lituanie.

## Vie privée
Elle fut l'épouse de Gintaras Plytniks, un représentant de l'industrie cinématographique, avec qui elle a un fils Kostas en 2002. Ils divorcent en 2010.
En 2011, elle épouse le notaire M. Stračkaitis à l'église de Tryškiai ; ils ont des jumeaux, une fille et un garçon. Le couple divorcent par consentement mutuel en 2016.
De 2017 à 2020, elle a une liaison avec l'acteur Arnoldas Eisimantas.

## Carrière
De 1996 à 1999, elle est membre du groupe L+. De 1997 à 1999, elle présente l'émission Širdele mano de la radio Ultra vires.
En 2007, elle participe à l'émission musicale Žvaigždžių duetai sur LNK (lt), où, en duo avec le chanteur Česlovas Gabalis, elle prend la deuxième place du télé-crochet. Avec Aldona Vilutyte, elle crée les personnages des "Blondes" dans l'émission de LNK Dviračio šou. Elle anime Žvaigždžių duetai en 2008 avec Algirdas Ramanauskas, et en 2009 et 2010 avec Rolandas Vilkončius.
De 2013 à 2015, elle anime la version lituanienne de The Voice.
Le 23 mars 2019, elle présente son premier album solo, Mano ežinje, et fait une tournée. Elle fait de même pour le deuxième Tau ir Man en 2020.

## Discographie
Albums
- 2019 : Mano Vienintelis
- 2020 : Tau ir Man
- 2021 : Švyturys

## Filmographie
- 2004 : Vienui vieni
- 2007 : Nekviesta meilė (série télévisée)
- 2010 : Zero II
- 2013 : Kaip pavogti žmoną
- 2017 : Zero III
- 2017 : Trys milijonai eurų
- 2019 :  Ir visi jų vyrai
- 2020 : Tobulas pasimatymas